# Bruno Ernst Buchrucker
Bruno Ernst Buchrucker (* 5. Januar 1878 in Sobernheim; † 19. Februar 1966 in Bad Godesberg) war ein deutscher Offizier. Bekannt wurde er 1923 als Anführer des Küstriner Putsches.

## Leben

### Militärischer Werdegang
Der Sohn eines Oberlehrers, seit dem 20. Juli 1897 Offizier, wurde am 1. April 1909 zum Großen Generalstab der Preußischen Armee kommandiert. Am 20. März 1911 zum Hauptmann befördert, war er als solcher Chef der 7. Kompanie des 2. Oberrheinischen Infanterie-Regiments Nr. 99 in Zabern, wo er im Dezember 1913 die Zabern-Affäre miterlebte, in deren Verlauf das Militär mit unverhältnismäßiger Härte gegen die lokale Bevölkerung vorging und die Offiziere des Regiments sich zivile Regierungsgewalt anmaßten. Zur Entschärfung des Konflikts wurde Buchruckers Einheit aus Zabern abgezogen und vorübergehend nach Bitsch verlegt. Er kehrte erst im April 1914 an seinen regulären Standort zurück.
Mit Beginn des Ersten Weltkrieges im August 1914 wurde er als 3. Generalstabsoffizier unter Stabschef Bernhard Bronsart von Schellendorff dem Generalkommando des XIV. Reserve-Korps zugeteilt, das zunächst im Elsass operierte, jedoch schon bald an die Somme verlegt wurde. Im weiteren Kriegsverlauf wurde er in verschiedenen weiteren Generalstabsstellungen verwendet und am 22. März 1916 „nach rigoroser Kampfesführung“ zum Major befördert. Nach Kriegsende führte Buchrucker 1919 das I. Bataillon im Freikorps von Siegfried Graf zu Eulenburg-Wicken in den Kämpfen deutscher Freikorps im Baltikum. Zurück in Deutschland wurde er in die Vorläufige Reichswehr übernommen.

### Kapp-Putsch in Cottbus
Als Garnisonsältester in Cottbus unterstützte Buchrucker im März 1920 den Kapp-Putsch. Am 13. März hatten meuternde Truppen das Berliner Regierungsviertel besetzt; die Reichsregierung war über Dresden nach Stuttgart geflohen. In Cottbus verbot Buchrucker Demonstrationen und Kundgebungen und übernahm die „vollziehende Gewalt“. Auf den von SPD und Gewerkschaften ausgerufenen Generalstreik reagierte er mit Plakatanschlägen, die „Schutz den Arbeitswilligen!“  versprachen. Als Reichswehrpatrouillen auf Widerstand stießen, schossen – initiiert von Buchrucker – am 15. März Reichswehrtruppen am Spremberger Turm in Cottbus mit Maschinengewehren in eine flüchtende Menschenmenge; vier Menschen starben; fünf weitere wurden schwer verwundet. Zugleich wurde das Druckereigebäude der USPD-Zeitung „Freier Volkswille“ von Reichswehrtruppen aufgebrochen und dortige Schnellpressen durch Handgranaten zerstört.
Ab 16. März entwickelten sich Kämpfe am Cottbuser Stadtrand mit Arbeitern aus der Niederlausitz, die weitere Opfer forderten. „Große Versammlungen […] brachten eine ungeheure begeisterte Volksmenge zum Erscheinen. Die Aufstellung einer Roten Garde wurde beschlossen, der Gewalthaber von Cottbus verbot daraufhin jede Ansammlung von Menschen mit dem Hinweis, jede Versammlung durch Feuer sprengen zu lassen“, so die sozialdemokratische „Märkische Volksstimme“ am 21. März. Am 17. März versuchte eine sozialdemokratische Delegation, mit Buchrucker zu verhandeln. Nach späteren Angaben eines beteiligten Abgeordneten äußerte Buchrucker Sätze wie „Mein Vergleich ist die Mordwaffe. Je mehr ich von dem Gesindel niederknalle, desto lieber ist es mir.“ „Diese rote Armee besteht aus Verbrechern und Buschkleppern, der Schuß ist das Radikalmittel.“ „Jeden Streikposten lasse ich glatt erschießen.“ Am 18. und 19. März konzentrierten sich die Kämpfe auf den Stadtteil Sandow. Angesichts des Widerstandes und des am 17. März in Berlin gescheiterten Putsches erklärte Buchrucker öffentlich die Aufhebung seiner Maßnahmen sowie die Niederlegung der „vollziehenden Gewalt“ in Cottbus; seine Einheit wurde vorübergehend nach Vetschau verlegt.
Buchrucker wurde im September 1920 aus der Reichswehr verabschiedet. Er gehörte zu den wenigen Reichswehroffizieren, die als Folge ihres Verhaltens während des Kapp-Putsches aus der Reichswehr ausschieden.
Im Mai 1921 leitete Buchrucker in Cottbus während des Aufstandes in Oberschlesien eine Nachschubzentrale für die dort kämpfenden Freikorps. Zudem gehörte er zusammen mit seinem langjährigen Freund und Quartiergeber, dem Rittergutsbesitzer Wilhelm von Oppen, zu den führenden Funktionären des brandenburgischen Heimatbundes. Der Heimatbund war eine Nachfolgeorganisation der am 8. April 1920 auf Druck der Entente aufgelösten Einwohnerwehren. Diese häufig auf Veranlassung der Landbünde als Berufsorganisation der Großgrundbesitzer entstandene Selbstschutzorganisation schloss sich der Organisation Escherich (Orgesch) an, einer rechtsreaktionären, paramilitärischen Organisation. Zudem unterhielt Buchrucker Kontakte zu Gerhard Roßbach und dessen offiziell aufgelöstem Freikorps, dessen Mitglieder getarnt auf landwirtschaftlichen Gütern in Brandenburg, Mecklenburg und Pommern untergebracht waren.

### Schwarze Reichswehr
Im Sommer 1921 wurde Buchrucker per Privatdienstvertrag vom Wehrkreiskommando III (Berlin/Brandenburg) der Reichswehr eingestellt. Dem Offizier Fedor von Bock unterstellt, waren Buchrucker sogenannte Arbeitskommandos untergeben, deren offizielle Aufgabe von Reichswehrminister Otto Geßler 1926 als die „Aufräumung, Aussonderung und Zerstörung des besonders in der Gegend von Berlin, in der Ostmark und in Schlesien zahllos verstreuten und verborgenen Kriegsgeräts“ definiert wurde. Zudem sollte laut Geßler „eine Art von Auffangbecken für die durch Auflösung der Freikorps und des Selbstschutzes Oberschlesien wurzellos gewordene Kräfte“ gebildet werden. Bis zum Sommer 1923 entstand – entgegen den Bestimmungen des Versailler Friedensvertrages – eine Schwarze Reichswehr mit einem festen Stamm von 2.000 Mann sowie weiteren 18.000 Mann in Alarmeinheiten. Letztere entstammten überwiegend nationalistischen Verbänden und waren in vier- bis sechswöchigen Kursen militärisch ausgebildet worden.
Innerhalb der geheim gehaltenen Schwarzen Reichswehr unterlag Buchrucker die Organisation und Leitung der Formation. Wichtigster Mitarbeiter Buchruckers war Paul Schulz. Schulz und Buchrucker waren 1919 im gleichen Freikorps gewesen, zudem hatten sie 1921 bei der Unterstützung der Freikorps in Oberschlesien zusammengearbeitet. Buchrucker beschäftigte sich mit politischen Fragen; Schulz galt als der eigentliche „Macher des ganzen Ladens.“ Wegen der innerhalb der Schwarzen Reichswehr verübten Fememorde wurde Schulz 1927 zum Tode verurteilt und wie fast alle Fememörder routinemäßig erst begnadigt und vor 1930 durch eine Amnestie für politische Verbrecher freigelassen.
In einer Atmosphäre, die laut späteren Angaben Buchruckers seitens der zuständigen Reichswehroffiziere von innerlichem Einverständnis, aber Ablehnung der offiziellen Verantwortung geprägt war, wurde die Größe der Arbeitskommandos über das vorgesehene Maß ausgedehnt und für den ursprünglichen Zweck der Arbeitskommandos unnötige Militärübungen abgehalten. Ende September 1923 fiel übergeordneten Dienststellen der Reichswehr die Größe der Arbeitskommandos auf. Buchrucker wurde zur Rede gestellt und gab zu, daß er von sich aus Einstellungen über den Etat bei den Trupps vorgenommen hätte aus dem Gedanken heraus, der Reichswehr Hilfe für einen Kommunistenaufstand zu schaffen, den er unmittelbar erwarte.  Er sagte einen Abbau der Verstärkungen zu, für Reichswehrminister Geßler war aber der „Glaube an die Zuverlässigkeit des Majors a. D. Buchrucker […] erschüttert“, so dass er die Verhaftung von Buchrucker und Schulz befahl.

### Küstriner Putsch
Buchrucker erfuhr nach eigenen Angaben am 30. September von dem gegen ihn ergangenen Haftbefehl und ordnete an, dass die in Außenforts der Festung Küstrin untergebrachten Arbeitskommandos am Morgen des 1. Oktobers 1923 in das Festungswerk in der Küstriner Altstadt einrücken sollten. Der Küstriner Putsch begann mit einer Rede Buchruckers vor den angetretenen Arbeitskommandos, die nach späteren Angaben von mehreren Zuhörern dem Inhalt nach kaum verständlich war:
„Er setzte zum Sprechen an, brachte Töne hervor, reihte die Worte sinnlos aneinander, betonte falsch und gestikulierte. Niemand wußte von den Leuten, was der Angeklagte [Buchrucker] sagen  wollte.“
Buchrucker begab sich anschließend zum Festungskommandanten Oberst Gudowius, wies auf die Übermacht seiner Einheiten hin und bat den Kommandanten, „er solle sich ihm nicht in den Weg stellen, der große nationale Moment sei jetzt gekommen. Er erklärte auch, er werde nicht nur hier in Cüstrin, sondern gleichzeitig überall losschlagen.“ Der Kommandant wollte sich Buchrucker nicht anschließen, auch nicht, als mehrere Buchrucker ergebene Unteroffiziere, darunter der spätere NSDAP-Reichstagsabgeordnete Hans Hayn, gewaltsam in die Kommandantur eindrangen. Von seinen Untergebenen zu Weisungen aufgefordert, war Buchrucker nicht in der Lage, diese zu erteilen. Dies war für einen Teil der Unteroffiziere Anlass, sich wieder dem Festungskommandanten zu unterstellen. Später kam es in Küstrin zum Waffeneinsatz regulärer Reichswehreinheiten gegen ein Kommando der Schwarzen Reichswehr, bei dem ein Mensch starb und sieben weitere verwundet wurden.
Zwischen dem 22. und 27. Oktober 1923 fand vor einem außerordentlichen Gericht in Cottbus der Prozess gegen 14 in Küstrin Festgenommene statt. Buchrucker wurde wegen vollendeten Hochverrats zu zehn Jahren Festungshaft und zehn Goldmark Geldstrafe verurteilt. Buchrucker hatte vor Gericht erklärt, er habe lediglich auf den Reichswehrminister Druck ausüben wollen, um die Rücknahme des Haftbefehls zu erreichen. Dies sei im Interesse des Staates gewesen, denn in den Reihen der Arbeitskommandos hätten sich „Draufgänger“ befunden, von denen im Falle seiner Verhaftung Gewalttätigkeiten zu befürchten gewesen seien. Dieser Darstellung folgte das Gericht nicht: Nach der Urteilsbegründung lagen genügend Anhaltspunkte vor, dass „die Vorgänge in Cüstrin in der Tat nur den Teil eines groß angelegten Unternehmens bedeuteten.“  Hierfür sprächen der von Buchrucker betriebene Aufwand und die einstündige Entschlusslosigkeit Buchruckers; ein Anzeichen, dass er ernstere Entschlüsse zu erwägen gehabt hätte. Buchrucker sei offenbar davon ausgegangen, das die Reichswehr sich ihm anschließen oder neutral bleiben würde. Buchrucker wurde im Oktober 1927 anlässlich des 80. Geburtstages von Hindenburg amnestiert.
Eine Untersuchung der eigentlichen Ziele der Schwarzen Reichswehr unterblieb im Cottbuser Strafverfahren. Zeugenaussagen in den Fememordprozessen sowie vor parlamentarischen Untersuchungsausschüssen enthalten zahlreiche Hinweise, dass innerhalb der Schwarzen Reichswehr entsprechend dem „Marsch auf Rom“ ein „Marsch auf Berlin“ geplant und in Einzelheiten vorbereitet war. Die geplante Errichtung einer rechtsgerichteten Militärdiktatur scheiterte, als im September 1923 der Ausnahmezustand ausgerufen wurde und die exekutive Gewalt von der Reichswehr übernommen wurde. Der Küstriner Putsch stellt nach heutigem Erkenntnisstand ein Nachspiel zu diesen Plänen dar, dessen eigentlicher Zweck nicht sicher bekannt ist. Buchrucker äußerte sich 1928 in der Veröffentlichung Im Schatten Seeckt’s über die Schwarze Reichswehr:
„Die Truppe wollte Deutschland vom Druck des Auslands befreien. Sie wollte gegen den äußeren Feind kämpfen. Soweit sie über die politische Lage nachdachte, meinte sie, daß der Kampf nur unter einer Militärdiktatur ausgefochten werden könne, und mancher dachte, daß es bei der Errichtung der Militärdiktatur einen kurzen Kampf im Innern des Reiches geben könne. Darüber, ob die Militärdiktatur verfassungsmäßig sei oder nicht, machte man sich meistens keine Gedanken.“
Im Mai 1928 erstattete das Reichswehrministerium Strafanzeige wegen Meineides gegen Buchrucker. Buchrucker hatte in einem Prozess wegen der Fememorde in der Schwarzen Reichswehr erklärt, die Einberufungen zur Schwarzen Reichswehr im September 1923 seien im Einverständnis mit der regulären Reichswehr erfolgt. Das Verfahren war von hohem öffentlichem Interesse begleitet und wurde von beiden Parteien mit großem Aufwand betrieben. Im September 1929 wurde das Verfahren gegen Buchrucker eingestellt. Buchruckers Aussage sei zwar objektiv falsch, es sei ihm aber nicht nachzuweisen, dass er sich der Unrichtigkeit seiner Aussage objektiv bewusst gewesen war, so die Berliner Staatsanwaltschaft.
Im Zuge des Meineidverfahrens forderte der Chef des Stabes im Wehrkreiskommando III, Kurt von Hammerstein, eine Untersuchung des Geisteszustandes von Buchrucker. Im Cottbuser Verfahren hatte Buchruckers Verteidiger beantragt, seinen Mandanten wegen teilweiser Unzurechnungsfähigkeit freizusprechen; Buchrucker hatte diesen Antrag abgelehnt. Den Unterlagen des Verteidigers zufolge hatte sich Buchrucker als Kind auffallend langsam entwickelt; im Frühjahr 1917 fiel er während des Ersten Weltkrieges durch „Sprachverwirrtheit, sinnloses Aneinanderreihen von Wörtern und Sätzen, falsches Betonen, Verschrobenheit im Tonfall und im Ausdruck“ auf. Ein Befragter bezeichnete Buchrucker als eine „Art Nietzsche-Zarathustra-Figur“; außergewöhnlichen Fähigkeiten als Generalstabsoffizier seien Momente der Depression und Regungslosigkeit gegenübergestanden. Zudem wurde auf Buchruckers Rede während des Küstriner Putsches verwiesen und seine dortige Festnahme, bei der er den Eindruck tiefster Depression und Willenlosigkeit machte.
Die Zeitschrift Die Weltbühne, maßgeblich beteiligt an der Aufdeckung der Fememorde innerhalb der Schwarzen Reichswehr und deshalb selbst von Strafverfahren betroffen, bekundete 1930 Buchrucker ihren Respekt:
„Wir haben Sie in unserem Femeprozeß kennengelernt als einen graden, wahrheitsliebenden Menschen. Wir hatten in dem Mann von Küstrin einen Haudegen erwartet und fanden einen feinen klugen Kopf – einen Gegner, wie man ihn sich wünscht. Lieber Herr Buchrucker, […] Sie sind bei vielen Unternehmungen dabei gewesen und Sie waren immer der Betrogene, der Eingesperrte, während die Höheren sich drückten […].“

### Gefolgsmann von Otto Strasser
Buchrucker stieß Ende 1928 eher zufällig zu der dem „linken“ Flügel der NSDAP zugerechneten Gruppe um Otto Strasser: Eigenen Angaben zufolge war Strasser im Gegensatz zu anderen Verlagen bereit, Buchruckers Buch zur Schwarzen Reichswehr zu veröffentlichen. Der „in den obrigkeitsstaatlichen Bahnen des wilhelminischen Offiziers denkende Buchrucker“ nahm in der Strasser-Gruppe eine Sonderstellung ein, hielt Programmfragen für unwesentlich und sah in der Monarchie die schlagkräftigste Staatsform. Regelmäßig schrieb er in von Strasser herausgegebenen Zeitungen zu militärpolitischen Themen: „Der moderne Staat müßte von Männern geleitet werden, die den Krieg verstehen“, so Buchrucker in einem der Texte.
Zum 1. Oktober 1929 trat Buchrucker der NSDAP bei (Mitgliedsnummer 153.720), wurde aber zum 1. Juli 1930 ausgeschlossen. Zwischen Strasser und Hitler war es zuvor zu Auseinandersetzungen um die von Hitler verfolgte Legalitätspolitik gekommen. Buchrucker – den Strasser als seinen „besten Freund“ bezeichnete – gehörte am 4. Juli zu den 26 Unterzeichnern des Aufrufes „Die Sozialisten verlassen die NSDAP“ und schloss sich dann der Kampfgemeinschaft Revolutionärer Nationalsozialisten (KGRNS) um Otto Strasser an. Bis zum Verbot der KGRNS kurz nach der nationalsozialistischen Machtergreifung gehörte Buchrucker Leitungsgremien der Gruppierung an, die unter den Namen „politisches Büro“, „Vollzugsausschuss“ und „Vollzugsrat“ bestanden.
Zur Zeit seines Wirkens in der KGRNS wird Buchrucker als Nationalist und leidenschaftlicher Militarist beschrieben, der sich weiterhin mit zeitgenössischen militärstrategischen Überlegungen wie dem Einsatz der Luftwaffe beschäftigte. Im Gegensatz zur offiziellen Linie der KGRNS stand er einer Zusammenarbeit mit kommunistischen Gruppierungen scharf ablehnend gegenüber und gab dem Bündnis mit konservativen, reaktionären paramilitärischen Verbänden wie dem Stahlhelm den Vorzug. Angesichts seiner Biographie überrascht Buchruckers Preußenfeindlichkeit, die ihre Ursache vermutlich in Erfahrungen des Ersten Weltkriegs hatte.
Zum ersten Reichskongress der KGRNS Ende Oktober 1930 formulierte Buchrucker „Programmatische Grundsätze der revolutionären Nationalsozialisten – die Neue Ordnung“, die weitgehend älteren Veröffentlichungen Strassers entsprachen. Buchruckers Vorstellungen eines „deutschen Sozialismus“ beinhalteten ein Nationalisierungsprogramm, die Förderung von Handwerksbetrieben und die Rückführung der Stadtbevölkerung zur Landwirtschaft. Entscheidungsbefugnisse sollten einem kleinen Kreis von Führungskräften übertragen werden, um die Missverhältnisse eines durch Bürokratie geschwächten Staates zu überwinden. Ein derart entstandener „organischer Führerstaat“ solle dann die völkische Umwandlung der Gesellschaft vorantreiben, Ziel sei – auf der Basis der Einheit germanischen Volkstums – ein „von den imperialistischen Versailler Ketten befreites Deutschland“.
Die KGRNS blieb eine Splittergruppierung; im Mai 1931 hatte sie ungefähr 6000 Mitglieder, zu denen in diesem Monat nach der Stennes-Revolte ungefähr 2.000 SA-Mitglieder überwiegend aus Berlin und Pommern stießen. Von regelmäßigen tätlichen Angriffen der SA war auch Buchrucker betroffen: Im Juli 1930 wurde er in Albersdorf in Dithmarschen bei einem vom Gauleiter Hinrich Lohse geleiteten Angriff von SA-Einheiten auf eine Veranstaltung verletzt.  Im Oktober 1932 beschloss der Dritte Reichskongress der KGRNS die Aufstellung einer eigenen paramilitärischen Formation, der „Schwarzen Garde“. Buchrucker wurde einer der beiden Gruppenführer der Schwarzen Garde, die maximal 200 bis 300 Mitglieder hatte.
Nach der nationalsozialistischen Machtergreifung wurde die KGRNS und ihre Nebenorganisationen im Februar 1933 verboten, Buchrucker befand sich zeitweise in Haft. Die Informationen zu Buchruckers weiterem Lebensweg sind bruchstückhaft: Im Zusammenhang mit den Röhm-Morden, einer politischen Säuberungsaktion, in deren Verlauf Adolf Hitler und andere nationalsozialistische Führer ihre tatsächlichen oder angeblichen Rivalen in den eigenen Reihen sowie weitere unliebsame Personen teils gewaltsam beseitigen ließen, wurde Buchrucker verhaftet, später aber auf Veranlassung Hermann Görings entlassen und für die Wehrmacht reaktiviert. Kurz nach Ausbruch des Zweiten Weltkrieges soll Buchrucker im Rang eines Oberstleutnants aus der Wehrmacht verabschiedet worden sein. In seiner 1953 erschienenen Veröffentlichung Die Ehre des Soldaten. Deutsches Soldatentum in europäischer Wehrmacht? behauptet Buchrucker, Hitler als Verbrecher abgelehnt zu haben, bezieht jedoch nach Angaben von Emil Julius Gumbel zu den Gewissenskonflikten der Offiziere des 20. Juli 1944 keine klare Stellung.

## Familie
Sein Sohn Hasso Buchrucker (* 1935) wurde Diplomat im Auswärtigen Amt. Ein Verwandter war der lutherische Theologe Karl Buchrucker.